# Argenta
|  | Per a altres significats, vegeu «Argenta (Illinois)». |

Argenta és un municipi italià, situat a la regió d'Emília-Romanya i a la província de Ferrara. L'any 2004 tenia 21.971 habitants.